# Teresa Rodríguez

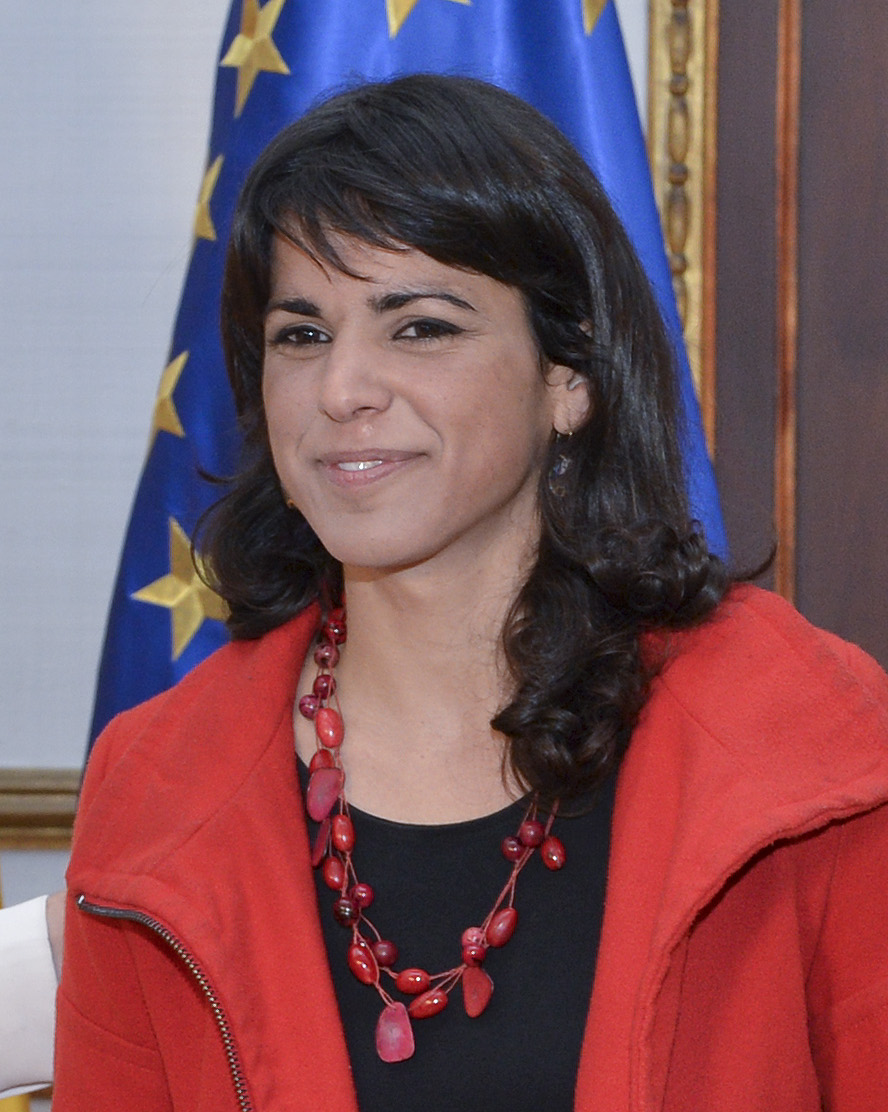
Teresa Rodríguez.

María Teresa Rodríguez-Rubio Vázquez (* 18. September 1981 in Rota, Cádiz) ist eine spanische Lehrerin, Gewerkschafterin, Politikerin und Sozialaktivistin. Sie ist Mitglied der Izquierda Anticapitalista und der Podemos und wurde als Teilnehmerin der Liste letzterer bei der Europawahl 2014 zum Mitglied des Europäischen Parlaments gewählt. Aus dem Europaparlament schied sie im März 2015 aus, um als Spitzenkandidatin für die Regionalwahlen in Andalusien anzutreten, bei der Podemos auf Anhieb der Einzug ins Regionalparlament gelang (15 Mandate).

## Leben
Teresa Rodríguez stammt aus einer armen Familie im Raum Sevilla, ihre Mutter verdiente sich als Näherin ein Zubrot.
Sie studierte Spanisch und arabische Philologie in Sevilla und wurde schließlich Sekundarstufenlehrerin für spanische Sprache und Literatur.
Sie lebt seit 2004 in Cádiz.

### Politische Aktivitäten und Positionen
Teresa Rodríguez ist seit 1999 politisch aktiv. Sie identifiziert sich mit den Forderungen der Frauenbewegungen und des Feminismus. Bis 2008 war sie in der Izquierda Unida politisch organisiert, zuletzt als Mitglied ihres Bundesvorstands. Ihr Austritt geschah infolge von Differenzen mit der IU-Führung. Sie war nicht einverstanden mit der politischen Grundlage für Regierungskoalitionen mit der PSOE. Darüber hinaus wollte sie den Führungsstil und die Organisationsmethoden der IU nicht mehr mittragen wollen: „Ich habe mich von ihnen grundsätzlich wegen der Dynamik der Regierungspakte mit der PSOE entfernt, sowie wegen der Schwierigkeiten bei der Bekämpfung einer gewissen Tendenz zur Professionalisierung ihrer Leitungsstrukturen“.
Zu Podemos und der Europawahl 2014 ist ihre Auffassung, Podemos habe der IU nicht unbedingt Stimmen entzogen, sondern vielmehr der PSOE. Vor allem handele es sich aber um Stimmen von Bürgern, die sonst zu Hause geblieben und gar nicht wählen gegangen wären. „Ich glaube, dass unsere Stimmen vor allem von denen kommen, die gar nicht vorhatten, ihre Stimme abzugeben, die also zuhause bleiben wollten, und von den unzufriedenen Anhängern der PSOE. IU hat auch im vorgesehenen Rahmen Stimmen hinzugewinnen können, weshalb wir nicht einen Raum eingenommen haben, der ihnen gehört hätte, sondern sind von einem anderen Wählerprofil gestärkt worden“.
In der Podemos, engagiert sie sich besonders für Fragen der Organisation und setzt sich für eine maximale interne Demokratie ein, die nur auf der Grundlage einer horizontalen Basisdemokratie entstehen könne, mit gleichen Mitbestimmungsrechten für alle, unabhängig von ihrer Position in der Partei. Das betrachtet sie aber nicht als einen gegebenen Zustand, sondern als Orientierung und Zielsetzung.  „Man sollte nicht aus den Augen verlieren, dass ein Prozess eingerichtet werden muss, in dem alle Zirkel der Organisation in gleichem Maße über Information, politische Bildung, Debattier- und Entscheidungsfähigkeit verfügen, wie wir, die vor vier Monaten unseren Vorschlag gemacht haben: das ist die Herausforderung“.
Als Gewerkschafterin der andalusischen Lehrergewerkschaft USTEA (Unión de Sindicatos de Trabajadores de la Enseñanza de Andalucía), ist Teresa Rodríguez auch Aktivistin der Protestbewegung Marea Verde (Grüne Flut) gegen Etatkürzungen im spanischen Bildungswesen, die sich seit 2011 entwickelt und, mit Einbindung von Schülern und Eltern, in den Jahren 2012 und 2013 jeweils Generalstreiks im Bildungsbereich organisierte.
Mitte 2014 nahm sie an der Bewegung gegen einen neuen, von der Regierungspartei (PP) vorgeschlagenen, Abtreibungsparagrafen (die sogenannte „Ley Gallardón“) teil, die in Spanien das Entscheidungsrecht der Frauen bei einer Schwangerschaftsunterbrechung stark einschränken soll (Abtreibungen wären zukünftig nur noch nach einer Vergewaltigung oder bei ernster Gefährdung der Gesundheit legal). In diesem Zusammenhang kritisierte sie die Pro-Vida-Positionen scharf als Heuchelei und sagte: Sie sollten sich weniger darum kümmern, was in unseren Gebärmüttern stattfindet, und sich mehr um die bereits geborenen Kinder sorgen, die in den Sommerferien ohne Schulmensa da stehen.